# Ginetta Cars
Ginetta Cars Limited es un fabricante británico especializado en coches de carreras y deportivos con sede en Garforth, Leeds, West Yorkshire.

## Historia
En 1958, los cuatro hermanos Walklett, Bob, Douglas, Ivor y Trevers, iniciaron una pequeña empresa de producción de autos deportivos. Su primer producto, el Fairlight, era una carrocería de fibra de vidrio. El primer automóvil que no fue de producción, más tarde llamado Ginetta G1, se basó en un Wolseley Hornet Six de los años 1930. El G4, presentado en 1960, fue un gran éxito y la repercusión en la marca fue más que positiva. Ginetta incluso anuncia el lanzamiento de un proyecto de Fórmula 1 en 1968, pero el proyecto nunca se materializará.
Posteriormente, Ginetta desarrolló muchos modelos, pero en la década de 1990, después de que los hermanos Walklett se fueran para crear Dare, se reenfocaron en la producción del G4 y G12.
El coche más conocido de Ginetta es el modelo Ginetta G4 de 1964. Puede equiparse con cualquier motor Ford de cuatro cilindros. La carrocería, como todas los Ginettas, es de resina y fibra de vidrio.
El 16 de noviembre de 2009, John Surtees se convirtió en el primer conductor en cruzar el Túnel del Canal mientras conducía un automóvil deportivo como parte de una operación benéfica. Cruzó el túnel, utilizando el túnel de servicio excepcionalmente abierto para conmemorar el 15º aniversario de la obra, al volante de un Ginetta G50 EV.
En marzo de 2010, tras la adquisición de Farbio, Ginetta lanza el Ginetta F400, que es un Farbio GTS rebautizado.
En 2018, Ginetta presentó el G60-LT-P1 de la clase LMP1 para competir en el Campeonato Mundial de Resistencia. Al año siguiente, la marca anuncia que está trabajando en un nuevo superdeportivo. Éste se presentó en el Salón Internacional del Automóvil de Ginebra de 2019.